# Fiat Dino

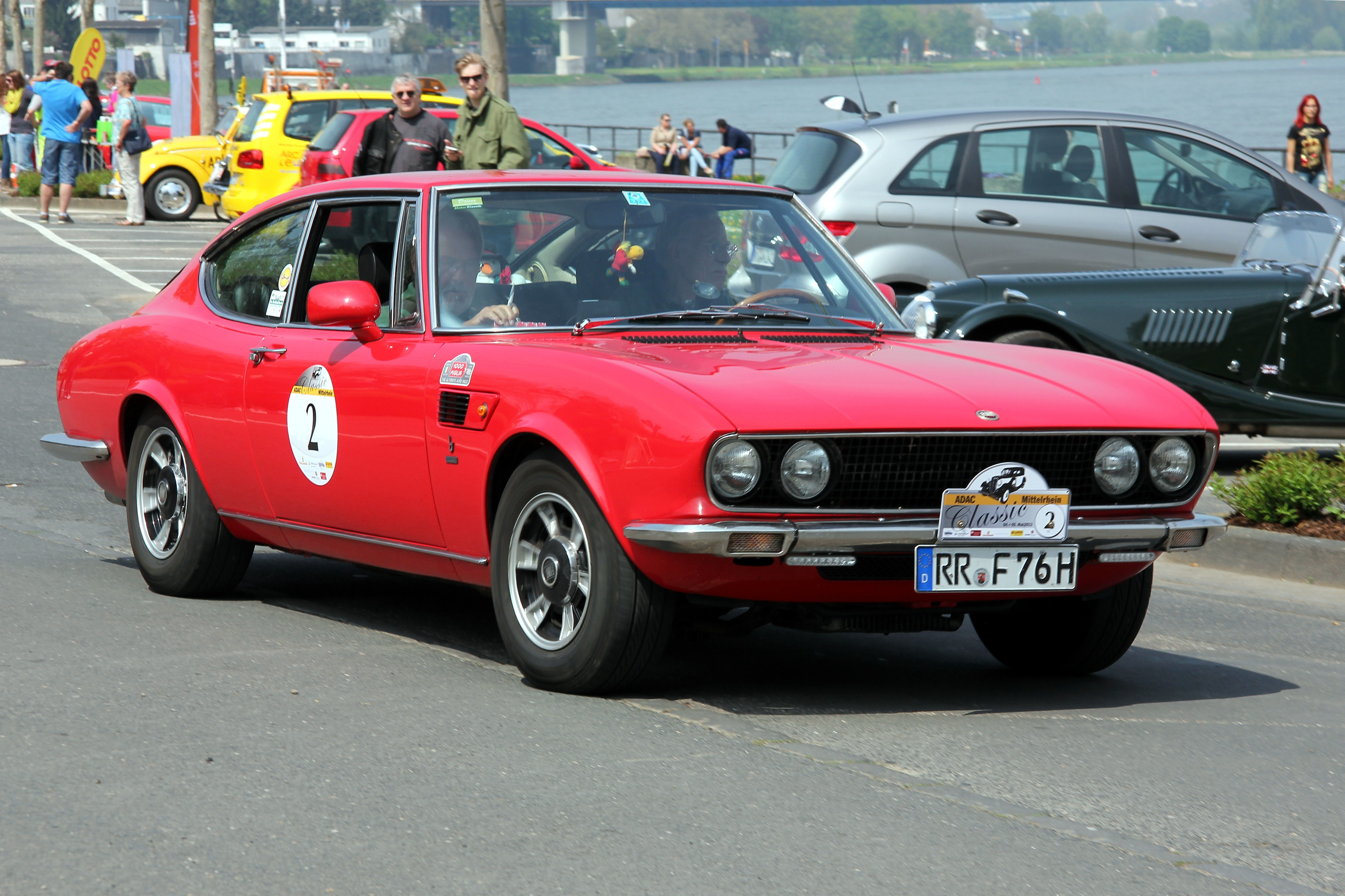
Fiat Dino Coupé

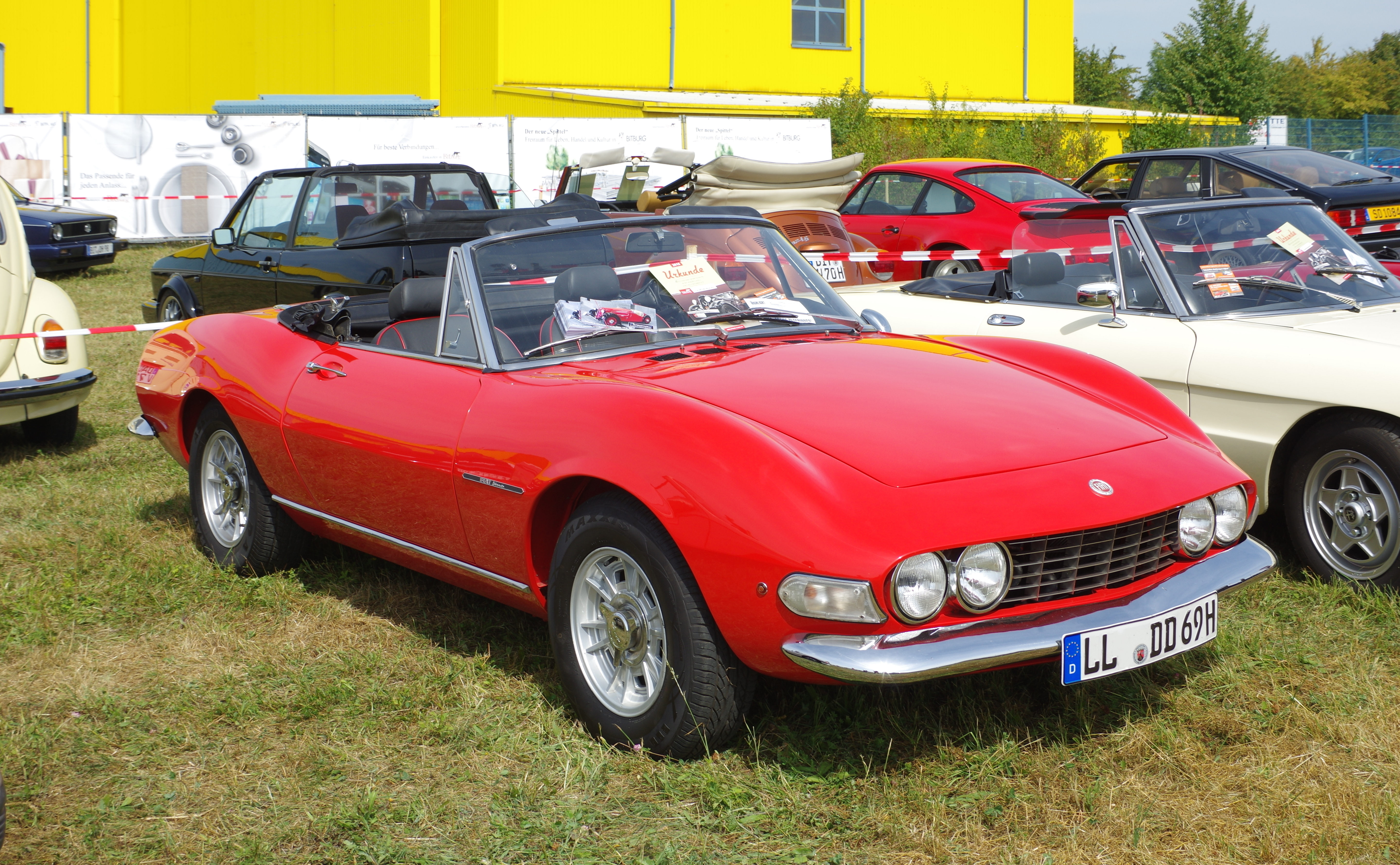
Fiat DIno Spider

A Fiat Dino egy 1966 és 1973 között gyártott hátsókerék meghajtású sportautó, amit Coupé és Spider változatban gyártottak. Nevét Enzo Ferrari fia, Alfredo Ferrari beceneve (Alfredino, Dino) után kapta. Az autó egy 2.0 literes DOHC V6-os alumínium blokkal és egy 5 sebességes manuális váltóval lett felszerelve. Ugyanez a 2.0 literes motor volt a Ferrari által gyártott középmotoros Dino 206Gt-ben is, amit 1967-es torinói motorshown mutattak be és 1968-ban kezdtek el értékesíteni. Míg a Fiat Dinóban feljegyzett motor 118 kW 158 lóerő volt, addig a Ferrari által 1967-ben (addig még prototípusként) bemutatott Dino 206GT-ben 130 kW 180 lóerő volt. A rendeltetési helyüktől függetlenül mindkét autóban szereplő motort a Fiat munkatársai gyártották le Torinóban, ugyanazon a gyártósoron.

## Termelés
A Spider és a Coupé karosszériákat Pininfarina és Bertone készítették. A 2,0 literes és korai 2,4 literes autókat a Fiat a Rivalta di Torinóban állították össze. 1969 decemberétől kezdődően a Fiat Dino a Ferrari gyártósorára, Maranellóba került, a 246 GT mellé. 1966 és 1969 között 3,670 2,0 literes Coupét és 1,163 2,0 literes Spidert készítettek. Az összes legyártott darabból, csupán 26% volt Spider és 74% volt a Coupé.

## Felfüggesztés
Az első felfüggesztés dupla csuklós típus volt. A felső kereszttartó egy acél vezérlőkarból állt, az alsó pedig egy acélcsatlakozóból és egy állítható előirányú rúdból. Koaxiális tekercsrugókat és hidraulikus csappantyúkat csatlakoztattak a felső kereszttartóhoz és egy rúdcsapágyat szereltek fel. A 2,0 literes autóknál a hátsó felfüggesztés merev tengelyt kapott fél-elliptikus rugókon (egyoldalas a spider-nél, kétoldalas a coupékon) és iker hidraulikus csappantyúk voltak mindkét oldalon.
A 2,4 literes autóknál a független hátsó felfüggesztés egy hosszú, ferde acélcsatlakozó (a rugóüléssel) és egy keresztirányú összeköttetés tartozott, amely ugyanazon a kereszttaghoz csatlakozott.

## Motor
A Dino V6 motorok sajátossága, hogy a szokásos 60 ° helyett 65 ° -os szöget zártak be a hengerbankok között. A valvetrain 12 szelepből állt, amelyeket két láncvezérelt vezérműtengely időzített. A sűrítési arány mindkét motorban 9:1 volt. Az üzemanyagot három kétcsapos leeresztett Weber-karburátor szállította, rendszerint 40 DCN 14-et a 2.0 literes motoroknál és 40 DCNF-12-t a 2.4 litereseknél. A 2,0 literes V6-nak 86 mm-es (3,4 hüvelyk) és 57 mm (2,2 hüvelyk) volt a furata és a lökete, a teljes lökettérfogata pedig 1,987 cm³. A motorblokk ötvözet volt, beépített speciális öntöttvas nedves hengerbéléssel, a hengerfejek alumíniummal is rendelkező, öntöttvas szelepülésekkel és félgömb alakú égéstérrel. 1968-ban a 2,0 literes Fiat Dino lett az első autó, amelynek alapkivitelben elektronikus gyújtása volt. A Dinoplex C elektronikus kapacitív kisülési gyújtást Magneti Marelli fejlesztette ki, kifejezetten a nagy sebességű Dino V6 motor számára. A teljesítménye lenyűgöző volt. Kevesebb mint 8 másodperc alatt gyorsult fel 0-ról 60 mph-ra (96.5 km/h) A korai Dino később a Dinoplex C gyújtással volt felszerelve. Elsődleges feladata az volt, hogy megakadályozza a gyújtógyertyák elszennyeződését a városi használat közben.
A 2,4 literes V6-nak 92,5 mm-es (3,6 hüvelyk) a furata és 60 mm-es (2,4 hüvelykes) a lökete, és az összlökettérfogata 2,418 cm3 volt. Az újratervezett motorblokk öntöttvas volt.
| Modell    | Típus     | Konfiguráció    | Lökettérfogat | Nyomaték                                 | Forgatónyomaték  | Végsebesség                                          |
| --------- | --------- | --------------- | ------------- | ---------------------------------------- | ---------------- | ---------------------------------------------------- |
| Dino      | 135 B.000 | alumínium blokk | 1987 cm³      | 160 PS DIN (118 kW; 158 hp) at 7,200 rpm | 163 Nm 6.000 rpm | Coupé: 200 km/h (124 mph) Spider: 210 km/h (130 mph) |
| Dino 2400 | 135 G.000 | öntöttvas blokk | 2418 cm³      | 180 PS DIN (132 kW; 178 hp) at 6,600 rpm | 216 Nm 4.600 rpm | Coupé: 205 km/h (127 mph) Spider: 210 km/h (130 mph) |

## Sebességváltó

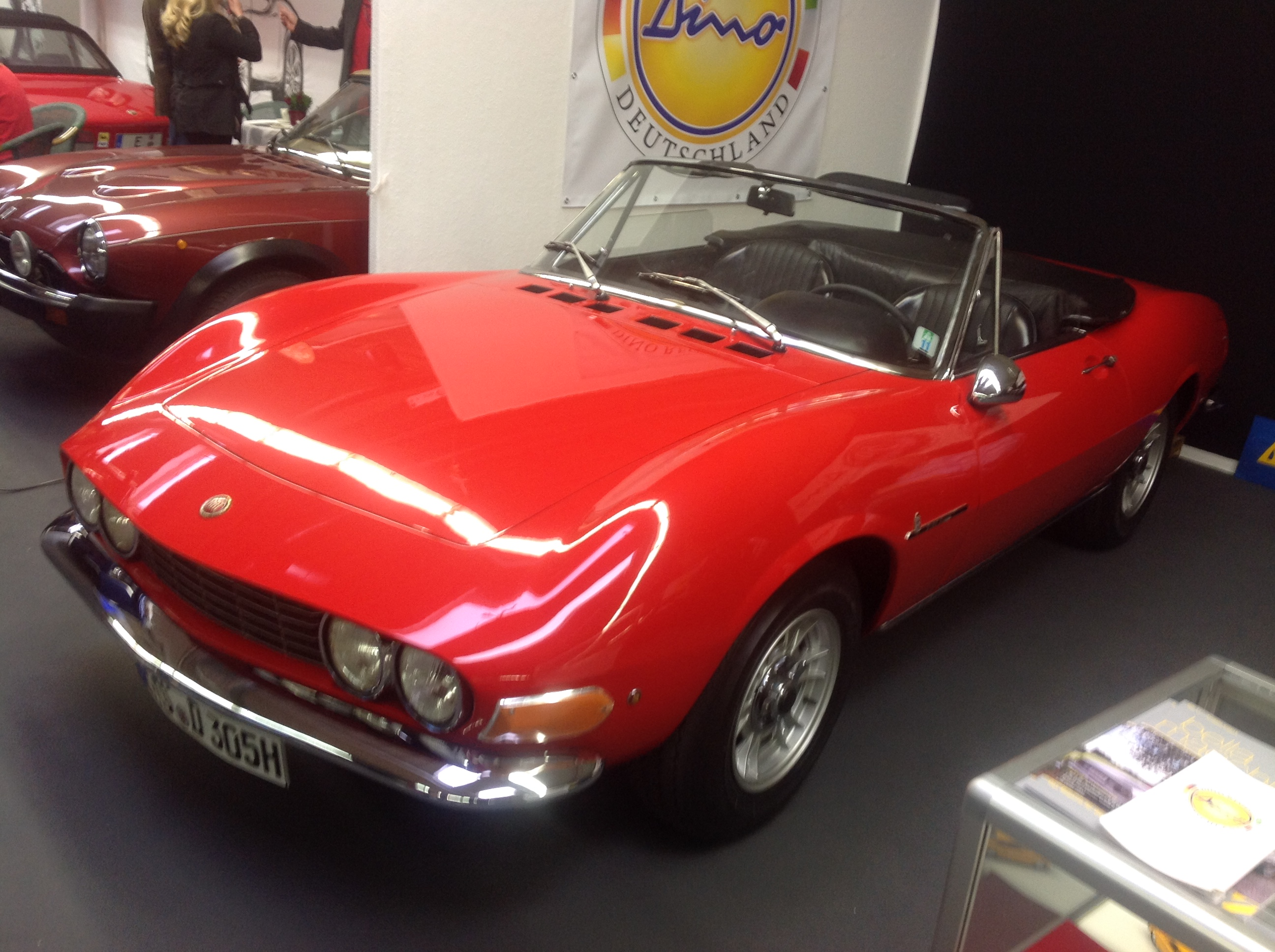
Fiat Dino 2400 Spider

Mindegyik szériához egy 5 sebességes manuális, egy lemezes száraz tengelykapcsolós, korlátozott csúszási differenciálos váltó tartozott. A 2.0 lteres Dinonál a Fiat, saját tervezésű sebességváltóját használták fel. Ezt a 2400-as ZF-el szállított S5-18 / 3-as dog-leg váltóművön változtatták meg. Ugyanez található a Fiat 130-asban is.

## Motorsport
Az egyik legfigyelemreméltóbb részvétele az 1968-as Le Mans-i 24 órás versenyen volt, ahol egy 2.0 literes spider-el a francia Fiat-Abarth importőr benevezett a sport prototípus osztályba. Marcel Martin, Jean-André Mesange és Hubert Roche vezették az autót és a 18. helyen zárták a versenyt.

## Koncepcióautók
Az 1968-as Genfi Autószalonon a Pininfarina bemutatta a Fiat Dino Ginevrát, egy speciális karosszériával rendelkező berlinettát, amely Dino Spider mechanikára épül.